# Eleição para o Senado federal pelo Alasca em 2008
A eleição para o senado do estado americano da Alasca foi realizada em 4 de novembro de 2008 em simultâneo com as eleições para a câmara dos representantes, para o senado, para alguns governos estaduais e para o presidente da república.
O republicano senador Ted Stevens, concorreu a reeleição. Foi uma das dez eleições para o Senado que o senador John Ensign de Nevada previu como uma das mais dusputadas, sendo a do Alasca a mais disputada. As primárias foram realizadas em 26 de agosto. Ted Stevens foi derrotado pelo democrata Mark Begich,prefeito de Anchorage.
Em 27 de outubro de 2008, Stevens foi condenado por sete acusações de violações de ética e corrupção. Se reeleito, Stevens teria sido o primeiro condenado foragido eleito do Senado dos Estados Unidos. Em 18 de novembro de 2008, a Associated Press projetou que Begich havia derrotado Stevens, Stevens era mais antigo senador dos Estados Unidos e nunca perdeu uma eleição. Stevens admitiu a derrota para Begich em 19 de novembro.